# مارسيل روبين
مارسيل روبين (بالألمانية: Marcel Rubin)‏ هو ملحن نمساوي، ولد في 7 يوليو 1905 في فيينا في النمسا، وتوفي بنفس المكان في 12 مايو 1995.

## وصلات خارجية
- مارسيل روبين على موقع ميوزك برينز (الإنجليزية)
- مارسيل روبين على موقع ديسكوغز (الإنجليزية)